# Лал-Кави
Лал Кави (хинди लाल कवि 'красный  поэт'; 1657 /1658—1707) — индийский поэт, классик литературы Майтхили и хинди.
```
[В XVII веке в литературе на хинди]
 В Бундельхонде прославился тамошний царь поэтов Лал Кави, автор Чхатра-Пракас.
[
5
]
```

Настоящее имя — Горелал Пурохит (хинди गोरेलाल पुरोहित 'священник Горелāл' англ. Gorelal Purohit). Род Горелалов происходит из хиндустанийской общины Андхра-Прадеша, его родоначальник служил в знаменитом, упоминаемом в Брахманда-пуране храме в честь Нарасимхасвами в Дхармапури, родине и местожительстве многих пандитов.  В XVI веке («позднее рани Дургавати») бо́льшая часть рода Горелалов переселилось на её родину [en:Rani Durgavati] в Бунделькханд. [hi:लाल कवि#परिचय]
Лāл Кави родился в 1657 /1658 году в селении Маи(27°26' с. ш., 78°19' в. д.), юго-восточнее Джалесара, в исторической области Бунделкханд, ныне в техсиле Джалесар округа Этах (округ) штата Уттар-Прадеш.
«Буддхи Лал, Рамешвар и Лал Кави внесли, каждый, значительный вклад в области поэзии индийского средневекового периода, но очень мало о них известно»
Лал Кави был придворным поэтом дарбхангского раджи Нарендры Сингха(или Нарендра-Симхи)
Впоследствии при дворе махараджи Чхатрасала, Лал был наиболее даровитым из участников (среди которых Чхатарсал, Кави Бхушан, Бакхаши Хансарадж и другие) кружка́ поэтов, который собрал вокруг себя махраджа Чхатрасал, любитель и покровитель поэзии и сам стихотворец.
- Лал Кави знаменит вершиной своего творчества[10]-длинной поэмой, мастерски описывающей битву при Кандарпи-Гхате[11], которая запечатлелась в исторической памяти Майтхили как самая славная национальная победа («Майтхили виджаи») в борьбе с мусульманскими поработителями, одержанная Нарендрой-Сингхом en:List of kings of Mithila#1577 to 1947: Raj Darbhanga над Аливарди-ханом в 1753 году. Язык поэмы- смесь[12]Майтхили с браджем, ведущим в те времена языком литературного хинди.

- Автор известной драмы «Гоурисваямвара» в честь бога Шивы. Каждому религиозному обряду Майтхили в драме сопоставлена мифологическая сцена, которую этот обряд символически воспроизводит.

Сюжет драмы — бракосочетание Шивы с Гаури. Действие начинается общей молитвой, обращённой к Гаури, затем фабулу и цели сценического действа объясняет сутрадхарма. Бог любви Кама (бог) появляется на ложе Шивы и пытается его соблазнить. За это Шива своим третьим глазом испепеляет Каму. Рати, супруга Камы, горько оплакивает любимого мужа. Гаури уговаривает Шиву простить Каму и признаётся Шиве в любви. Шива, в психологически тонких песнях-диалогах в весьма деликатной форме убедительно отговаривает Гаури от желания посвятить себя Шиве, но Гаури отвечает, что её страстное влечение к Шиве непобедимо. Шива сознаётся, что и он желает Гаури. Мудрец Нарада выступает как гхатаки Шива и от его имени делает предложение, просит руки Гаури у её матери; та, после долгих драматичных переговоров даёт согласие на этот брак.
Ценители отмечают энергичное сценическое действие и стиль, гармоничное соответствие напряжённости действия и речи, накал чувств героев. Плач Рати с большой драматической силой передаёт глубину страдания и скорби, мощь и патетику её любовного чувства. Шива увещевает Гаури, прибегая к иносказаниям, с особым тактом щадит чувства и честь девушки, его слова исполнены житейской и психологической мудрости и риторического мастерства. Убедительны течение и построение этого песенного диалога.
Драма примечательна использованием, несмотря на религиозный сюжет, живого народного языка (на санскрите и пракритах написаны только ремарки и «либретто»), засильем разговорной лексики и ритмики стихов, народной напевностью песен.
Чхатарсалу Лал Кави посвятил поэмы *"Чхатра-пракāш" (на маратхи «Чатрапракāćа» [Chatraprakāśa] छत्रप्रकाश)
- «Чхатрасāла-шатак» (хинди छत्रसालशतक)
- «Чхатра-кирти» (хинди छत्रकीर्ति, англ. Chhatrakeerti)
- «Чхатра-чханд» (хинди छत्रछंद)
- «Аудх-била́с»
- «Чхатра-прашасти» (хинди छत्रप्रशस्ति)
- «Чхатра-чхāя» (хинди छत्रछाया 'тень')
- «Чхатра-хаджāрā» (по-непальски; непальск. छत्रहजारा)
- «Чхатра-данд» (хинди छत्रदंड)
- «Рāджа Винод» (хинди राजा विनोद)
- и другие.
- «Чхатра-пракаш»

('Свет Чхатрасала') стихотворная биография Чхатрасала (производит впечатление неоконченой, очевидно, за смертью автора в 1707 году) и его отца Чампата Рая с подробнейшей, тщательно проверенной добросовестным историей  [hi:लाल कवि#रचनाएँ] историей Бунделкханда в форме родословной раджпутской династии Бундела, восходящей к Рудре Пратапу Сингху (XVI век), основателю княжества Орчха. Лал Кави собрал, обработал и соединил в мифологическую систему национальные и династические предания и письменную традицию. Родоначальником Бундела назван Джагдас (он же Панчам, Девадаса, Хем Каран) сын Вирабхадры, махараджи Варанаси. Вирабхадра через мифического Вихагараджу из Солнечной династии-потомок Брахмы
Издание обществом Нагари Прачарики Себха (под ред. одного из его основателей д-ра Шьяма Сундера Бабу Даса) не соответствует нормам издания памятников по рукописям, лишено филологической и научно-критической обработки и реконструкции текста.
Первый перевод:

- Bhagavānadāsa Gupta, Life and times of Maharaja Chhatrasal Bundela, New Delhi, Radiant (1980). ISBN 1-135-47177-0
- Bhagavānadāsa Gupta, Contemporary Sources of the Mediaeval and Modern History of Bundelkhand (1531—1857), vol. 1 (1999). ISBN 81-85396-23-X.
- Grierson, «Introduction to the Maithili language of North Bihar containing grammar, chrestomathy and vocabulary». Calcutta, 1882 (см. также «Journal of the Royal Asiat. Society» за 1882 г.)
- Grierson, «Seven grammars of the dialects and subdialects of ihe Bihari language, spoken in the province of Behar, etc. Calcutta, 1883—1885
- Grierson, „Essays on Bihari declension and conjugation“ /In: The Journ. of the Royal Asiat. Society; Bengal Branch», Calcutta, 1883
- Hoernle, Grierson, «Comparative dict. of the bihari language» Calcutta, 1885(Part I)—89(Part II)